# Ujong Baroh Sb
Ujong Baroh Sb is een bestuurslaag in het regentschap Aceh Utara van de provincie Atjeh, Indonesië. Ujong Baroh Sb telt 287 inwoners (volkstelling 2010).